# Pig Newton
Pig Newton (ピッグニュートン?, Piggu Nyūton) è un videogioco arcade del 1983 sviluppato e pubblicato da Orca Corporation. Esso venne concesso in licenza a Sega per la distribuzione in Nord America. Il titolo si basa sull'omonima striscia a fumetti dell'illustratore statunitense Malcolm Hancock.

## Modalità di gioco
Il giocatore controlla Pig Newton, un maialino incaricato di proteggere un albero da frutta dall'assalto di lupi armati di asce. Per muoversi, Pig Newton può salire e scendere liberamente tra i rami utilizzando il tronco o lasciandosi cadere da un livello all'altro. La difesa avviene facendo cadere mele mature (rosse) sui lupi, che vengono così storditi e allontanati. Quando una mela viene staccata, dopo alcuni secondi ne ricresce una nuova, che dovrà maturare (passando dal verde al rosso) prima di poter essere usata. Durante il gioco compaiono uccelli che depositano uova nei nidi: raccoglierle garantisce punti extra. Tra le minacce, gli scoiattoli che lanciano noci per danneggiare Pig Newton (ma possono essere eliminati con le mele per ottenere punti), mentre i gufi occupano posizioni strategiche sui rami. Una caduta accidentale dall'albero attira un lupo che cattura Pig Newton in un sacco, facendogli perdere una vita. Con due vite a disposizione e una difficoltà progressiva dopo ogni livello, la sessione continua all'infinito finché non si esauriscono tutte le vite. Se si perdono tutte le vite, la partita termina.